# Guy Weizman
Guy Weizman (1973) is choreograaf, regisseur en algemeen en artistiek directeur van het NITE (voormalig NNT). Weizman heeft samen met Roni Haver het dansgezelschap Club Guy & Roni opgericht. Vanaf 1 mei 2023 verschijnen alle theaterproducties van het Noord Nederlands Toneel onder de naam NITE; Nationaal Interdisciplinair Theater Ensemble.
Guy Weizman is kernlid van de Sociaal Creatieve Raad en lid van de Akademie van Kunsten.

## Artistieke loopbaan
Daarna danste hij bij verschillende gezelschappen in Berlijn, Barcelona en bij Galili Dance in Groningen. In 2002 richtte hij samen met Roni Haver (1972) het internationale dansgezelschap Club Guy & Roni op in Groningen. In hun aanpak wordt de samenwerking opgezocht met kunstenaars uit andere disciplines, zoals acteurs, schrijvers, musici en filmmakers.
Op 1 januari 2017 werd Weizman naast artistiek leider bij Club Guy & Roni ook artistiek en algemeen directeur van het Noord Nederlands Toneel. Begin 2023 veranderde Noord Nederlands Toneel haar naam in NITE: Nationaal Interdisciplinair Theater Ensemble.
In maart 2023 werd hij benoemd tot lid van de Akademie van Kunsten.

## Prijzen en nominaties
Carrousel, Weizmans debuutvoorstelling als artistiek directeur van het Noord Nederlands Toneel, werd in 2017 genomineerd voor de Mimeprijs.
In 2018 won Weizman tijdens het Theater Gala de regieprijs voor de regie van de voorstelling Salam, uitgevoerd door NITE en onder andere Club Guy & Roni.
In 2023 werden Yara's Wedding en The Underground door de jury van het Nederlands Theaterfestival geselecteerd als een van de beste voorstellingen van het Nederlandse theaterseizoen.

## Choreografie en regie
- 2005: Language of Walls
- 2007: Myrrh and Cinnamon
- 2008: Poetic Disasters
- 2009: Pinball and Grace
- 2009: Desert Highway
- 2009: Heelhuids & Halsoverkop, coproductie met Noord Nederlands Toneel
- 2010: FKK
- 2010: Four Walls
- 2010: Alpha Boys
- 2011: Miraculous Wednesday, coproductie met het Oldenburgisches Staatstheater (DE)
- 2012: Midnight Rising, met de Israëlische singer-songwriter Ehud Banai
- 2013: L'Histoire du Soldat, met Lunapark
- 2013: CRASH, coproductie met Noord Nederlands Toneel
- 2013: Naked Lunch, coproductie met Slagwerk Den Haag en Silbersee (ex-Vocaallab)
- 2014: Gift for Infinity (RUG), productie rondom 400-jarig bestaan Rijksuniversiteit Groningen, met Noord Nederlands Orkest, WERC Collective en mediakunstenaar Jan Klug
- 2014: My Private Odyssey, coproductie met tanzmainz / Staatstheater Mainz (DE), Tomoko Mukaiyama Foundation en VOLSAP Foundation
- 2015: Mechanical Ecstasy, met Slagwerk Den Haag
- 2015: Festival Classique, Hofvijverconcert Sparks in samenwerking met het Residentie Orkest en mediakunstenaar Jan Klug
- 2015: Phobia, coproductie met EN-KNAP (SI) en Slagwerk Den Haag
- 2016: Happiness, coproductie met Slagwerk Den Haag
- 2017: Carrousel, coproductie NNT, Club Guy & Roni, Asko❘Schönbergs K[h]AOS
- 2017: TETRIS Mon Amour, muziek door Thijs de Vlieger van Noisia
- 2018: Salam, coproductie Noord Nederlands Toneel, Club Guy & Roni en Asko❘Schönbergs K[h]AOS
- 2019: Brave New World 2.0, coproductie Noord Nederlands Toneel, Club Guy & Roni, Slagwerk Den Haag en Asko❘Schönberg
- 2019: LOVE ❤️, coproductie Göteborgs Operans Danskompani, Slagwerk Den Haag en Asko❘Schönberg
- 2020: Before/After, coproductie Noord Nederlands Toneel, Club Guy & Roni, Slagwerk Den Haag en Asko❘Schönberg
- 2020: Swan Lake, coproductie Slagwerk Den Haag en Tomoko Mukaiyama Foundation, muziek door Kordz
- 2020: Swan Lake the Game, coproductie Slagwerk Den Haag en Tomoko Mukaiyama Foundation, muziek door Kordz
- 2021: Freedom, coproductie Slagwerk Den Haag
- 2022: Fortune, coproductie Navdhara India Dance Theatre en Slagwerk Den Haag
- 2022: The Underground, coproductie Noord Nederlands Toneel, Club Guy & Roni, Slagwerk Den Haag en Asko❘Schönberg
- 2023: Yara's Wedding, coproductie Noord Nederlands Toneel, Club Guy & Roni, Slagwerk Den Haag, Asko❘Schönberg, en Schauspiel Hannover
- 2024: Faith, coproductie Club Guy & Roni, HIIIT en Cie 2K_Far
- 2025: Nachtwacht, coproductie NITE, Club Guy & Roni, HIIIT, Asko|Schönberg en NKK NXT

## Choreografie en regie in opdracht (selectie)
- 1999: Galili Dance (NL) – In Remains
- 2002: Ballet du Nord (FR) – Silence pas de Silence
- 2007: Scapino Ballet (NL) – Bowler's Heaven
- 2009: Schauspiel Kölln (DE) - 60 Years
- 2009: Carte Blanche, Bergen (NO) – When Clarity Visits
- 2010: Staatstheater Oldenburg (DE) - Air Ways
- 2011: Tsekh Contemporary Dance Centre, Moscow (RU) - L'Histoire du Soldat
- 2013: The Göteborg Opera (SE) – Mama I'm Coming Home
- 2013: Staatstheater Oldenburg (DE) - Romeo et Juliette
- 2014: Theatre Ballet Moscow (RU) – OpArt
- 2014: Staatstheater Oldenburg (DE) - Finale Grande
- 2015: Noord Nederlands Toneel - De Twaalf Gezworenen
- 2015: Staatstheater Mainz / tanzmainz (DE) - 4

## Media
In 2021 werd de documentaire Guy Weizman - Voorheen/Nadien, over de creatieve worstelingen van Weizman gedurende de totstandkoming van de voorstelling Before/After, uitgezonden door de NTR op NPO 2 in het kader van Het Uur van de Wolf.  De documentaire ging in première tijdens het internationale filmfestival Cinedans in Amsterdam en is geregisseerd door Willem Baptist.